# Watatsumiïta
La watatsumiïta és un mineral de la classe dels silicats, que pertany al grup de la neptunita. Rep el nom en honor de Watatsumi, déu marí japonès.

## Característiques
La watatsumiïta és un fil·losilicat de fórmula química Na₂KLi(Mn2+,Fe2+)₂V₂4+[Si₈O24]. Va ser aprovada com a espècie vàlida per l'Associació Mineralògica Internacional l'any 2001. Cristal·litza en el sistema monoclínic. La seva duresa a l'escala de Mohs oscil·la entre 5,5 i 6.
Segons la classificació de Nickel-Strunz, la watatsumiïta pertany a «09.EH - Estructures transicionals entre fil·losilicats i altres unitats de silicat» juntament amb els següents minerals: manganoneptunita, neptunita, magnesioneptunita, grumantita, sarcolita, ussinguita, leifita, teliuixenkoïta, eirikita i nafertisita.

## Formació i jaciments
Va ser descoberta a la mina Tanohata, a Shimohei-gun, dins la prefectura d'Iwate, a la regió de Tohoku, Japó, on sol trobar-se associada a altres minerals com la suzukiïta, el quars i la potassicferrileakeïta. Es tracta de l'únic indret del planeta on ha estat descrita aquesta espècie mineral.